# Vil·la Catalina (Caldes de Malavella)
Vil·la Catalina és una torre aïllada, envoltada de jardí, situada a la Urbanització de la Granja, als límits del nucli urbà de Caldes de Malavella (Selva). És una obra inclosa en l'Inventari del Patrimoni Arquitectònic de Catalunya.

## Descripció
L'edifici és de planta baixa, pis i terrat, i està situat sobre un basament que és un sòcol excavat en el terreny, ja que el terreny fa pendent. A la planta baixa, hi ha les entrades, en arc de mig punt, del garatge i les dependències del servei. Una escalinata doble exterior, dona accés a una terrassa amb una balaustrada igual que la de l'escalinata, amb elements esfèrics i de gerreria, pertanyent ja a la planta noble (pis).
La planta noble, en forma de creu llatina, té llotges a la façana principal i a les laterals, amb tres arcs frontals i un a cada un dels laterals, tots en arc de mig punt i separats per pilars. La llotja que dona a la façana principal, té les obertures tapades amb vidres, a manera de grans finestrals. També hi ha altres obertures en arc pla. A la façana posterior, tres obertures en balconada. Una motllura de quart de bocell sobre la qual hi ha un entaulament amb esgrafiats i petites obertures ovalades, senyala la coberta que és un terrat català amb balaustrada. Sobre el terrat destaca un torratge petit, també amb balaustrada. Tots els murs estan enlluïts, i sobre l'enlluïthi ha treballs d'esgrafiat amb decoracions florals.

## Història
L'estiueig de la segona meitat del segle xix i principis del segle XX tenia un caràcter elitista, ja que es limitava als sectors benestants de la societat. Anava lligat a pràctiques curatives i també començava a ser una activitat de lleure. La millora en els mitjans de transport va contribuir a consolidar els nuclis d'estiueig cosa que tingué un fort impacte en l'urbanisme i l'economia dels pobles amb aigües termals. Als anys vint Miquel Picó i Jou va promoure una urbanització de caràcter residencial a nomenada "Colònia La Granja" de la que aquesta torre en formava part a més de ser la residència del mateix promotor.